# De Bilt (gemeente)

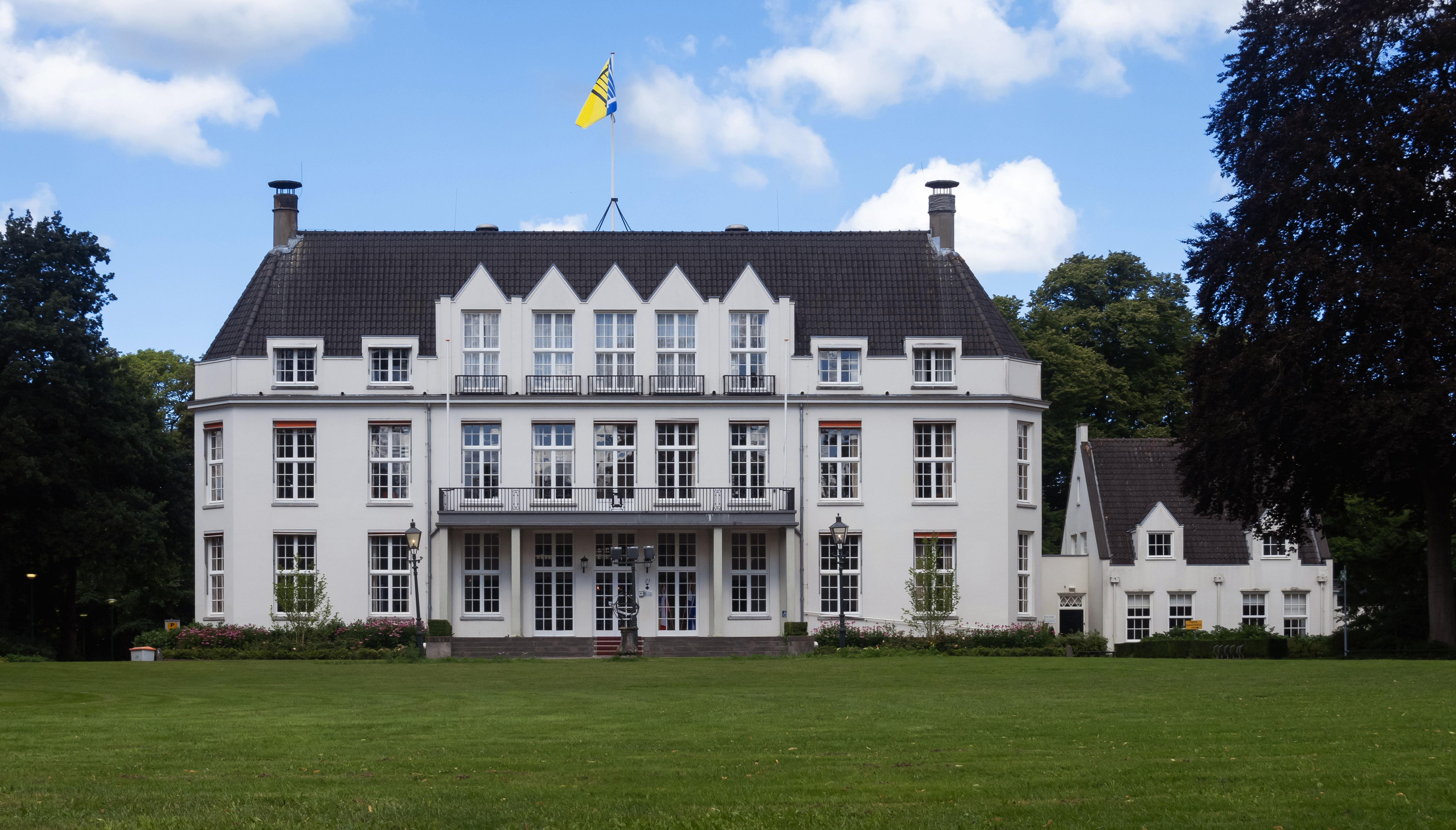
Bilthoven, landgoed Jagtlust (het huidige gemeentehuis)

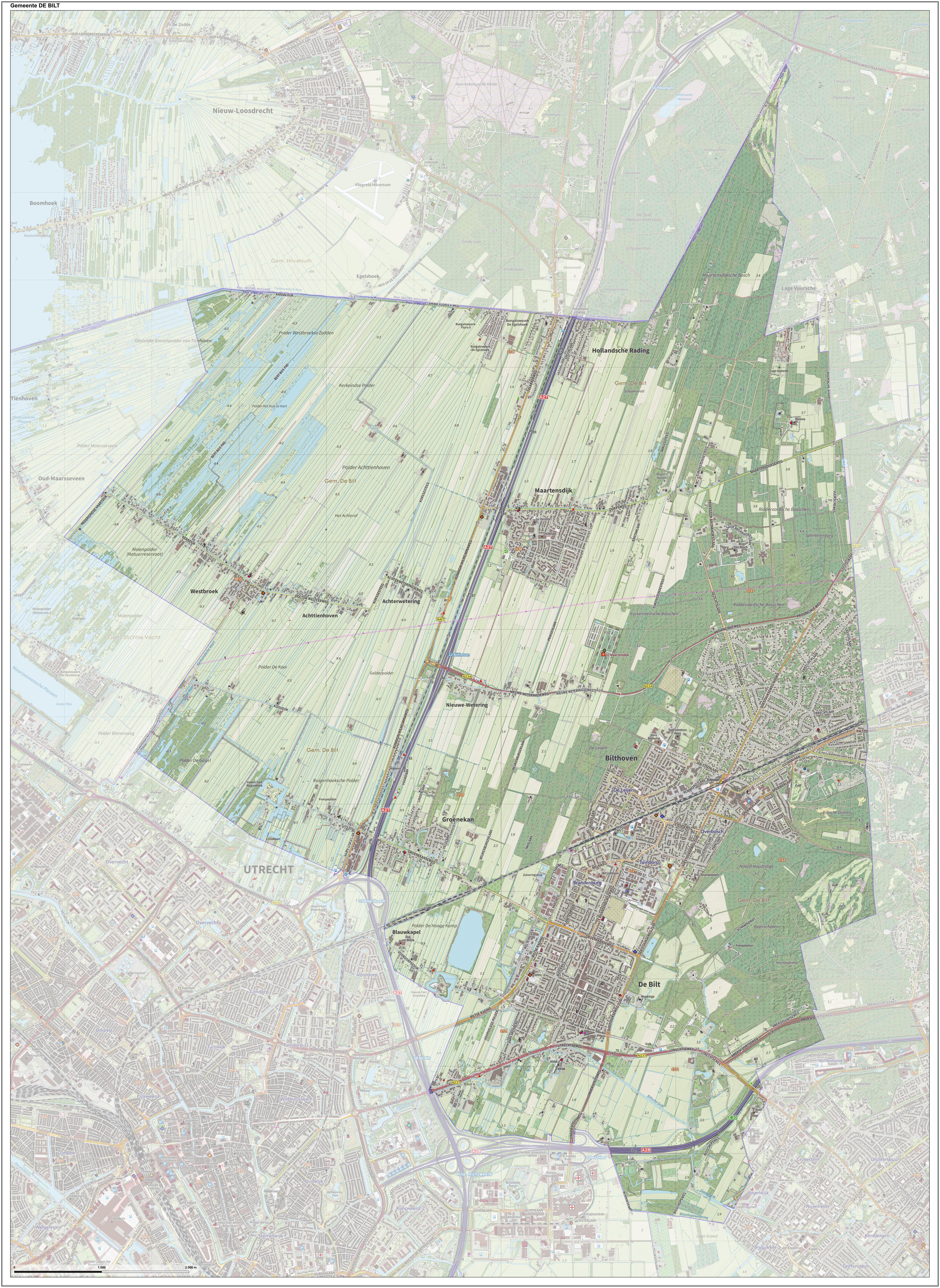
Topografische gemeentekaart van De Bilt, september 2022

De Bilt (uitspraakⓘ) is een gemeente in het midden van de Nederlandse provincie Utrecht. De gemeente telt 43.718 inwoners (22 november 2024, bron: CBS) en beslaat een oppervlakte van circa 67 km² (waarvan nauwelijks water). De gelijknamige kern De Bilt telt 10.890 inwoners (1 januari 2023).
De huidige gemeente De Bilt is op 1 januari 2001 ontstaan uit een samenvoeging van de gemeente De Bilt (De Bilt en Bilthoven) en de voormalige gemeente Maartensdijk (Maartensdijk, Westbroek, Hollandsche Rading en Groenekan).
Sinds 1897 is het Koninklijk Nederlands Meteorologisch Instituut in De Bilt gevestigd, ten zuiden van het dorp. Een andere belangrijke werkgever in de gemeente is het RIVM.
Een deel van de gemeente (De Bilt en Bilthoven) is onderdeel van de agglomeratie Utrecht. De Bilt telt 66 rijksmonumenten.

## Klimaat
| Maand                                           | jan   | feb   | mrt   | apr  | mei  | jun  | jul  | aug  | sep  | okt  | nov  | dec   | Jaar  |
| ----------------------------------------------- | ----- | ----- | ----- | ---- | ---- | ---- | ---- | ---- | ---- | ---- | ---- | ----- | ----- |
| Hoogste maximum (°C)                            | 15,1  | 16,9  | 21,8  | 26,9 | 32   | 33,9 | 34,9 | 35,3 | 30,1 | 26,5 | 17,7 | 15,3  | 35,3  |
| Gemiddeld maximum (°C)                          | 5,2   | 6,1   | 9,6   | 12,9 | 17,6 | 19,8 | 22,1 | 22,3 | 18,7 | 14,2 | 9,1  | 6,4   | 13,7  |
| Gemiddelde temperatuur (°C)                     | 2,8   | 3,0   | 5,8   | 8,3  | 12,7 | 15,2 | 17,4 | 17,2 | 14,2 | 10,3 | 6,2  | 4,0   | 9,8   |
| Gemiddeld minimum (°C)                          | 0     | −0,1  | 2     | 3,5  | 7,5  | 10,2 | 12,5 | 12   | 9,6  | 6,5  | 3,2  | 1,3   | 5,7   |
| Laagste minimum (°C)                            | −18,3 | −14,6 | −13,9 | −6,6 | −2,5 | 0,2  | 4    | 4,4  | −0,7 | −5,1 | −8,9 | −13,4 | −18,3 |
|                                                 |       |       |       |      |      |      |      |      |      |      |      |       |       |
| Neerslag (mm)                                   | 67    | 47,5  | 65,4  | 44,5 | 61,5 | 71,7 | 70   | 58,2 | 72   | 77,1 | 81,2 | 76,8  | 792,9 |
| Bron: KNMI: gemiddelden en extremen (1971-2000) |       |       |       |      |      |      |      |      |      |      |      |       |       |

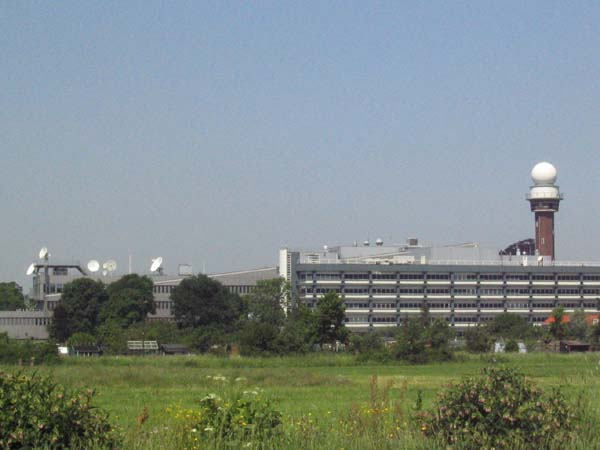
KNMI-gebouwen vanuit de verte
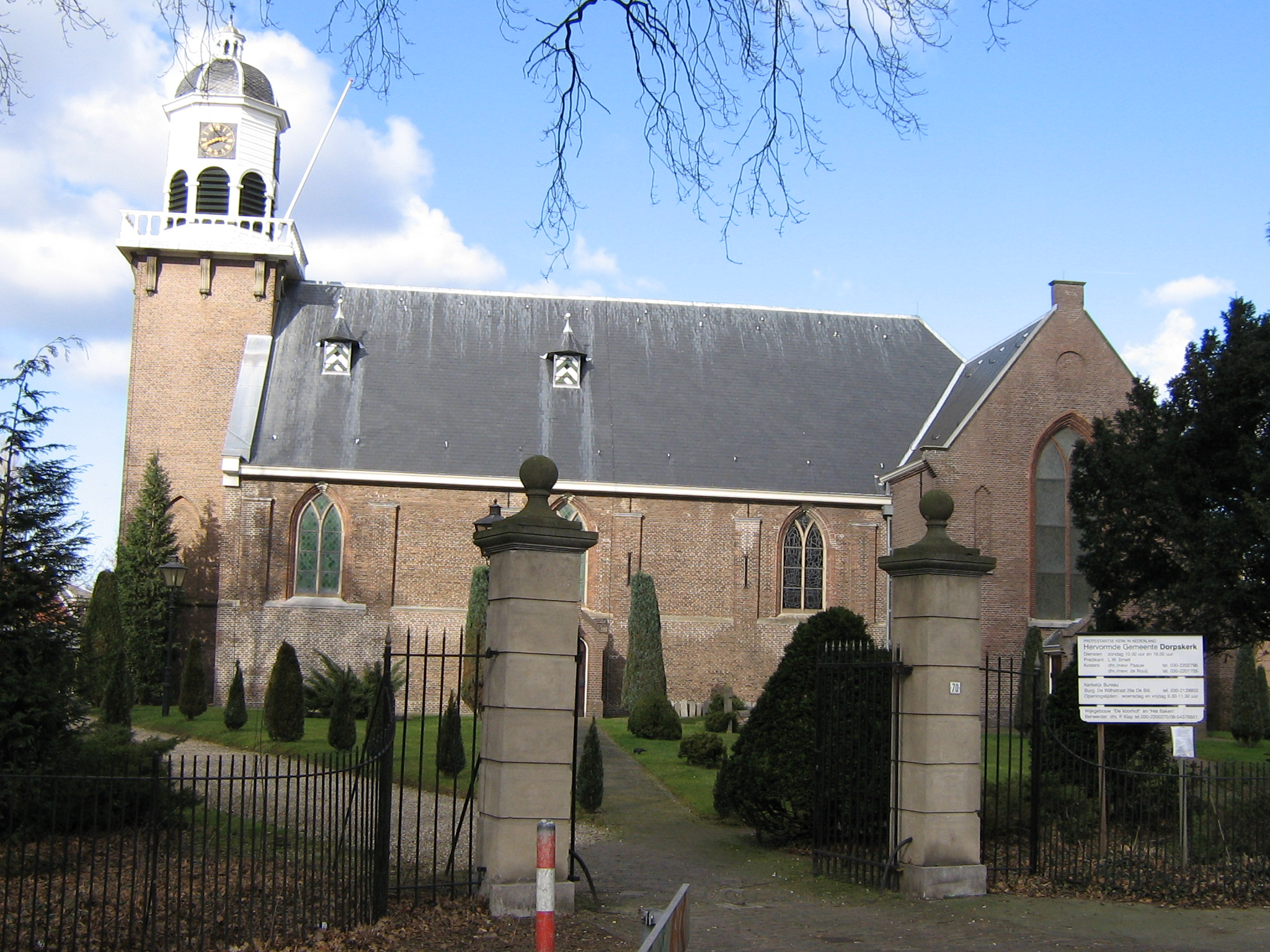
Biltse dorpskerk vanaf de Dorpsstraat

## Samenstelling gemeenteraad
| Gemeenteraadszetelsa             | Gemeenteraadszetelsa | Gemeenteraadszetelsa | Gemeenteraadszetelsa | Gemeenteraadszetelsa | Gemeenteraadszetelsa | Gemeenteraadszetelsa |
| Partij                           | 2000b                | 2006                 | 2010                 | 2014                 | 2018                 | 2022                 |
| -------------------------------- | -------------------- | -------------------- | -------------------- | -------------------- | -------------------- | -------------------- |
| GroenLinks                       | -                    | -                    | -                    | 2                    | 4                    | 7                    |
| D66                              | 3                    | 4                    | 5                    | 6                    | 4                    | 4                    |
| VVD                              | 7                    | 6                    | 6                    | 4                    | 5                    | 3                    |
| Forza De Bilt                    | -                    | -                    | -                    | -                    | 2                    | 3                    |
| Beter De Bilt/Bilts Belang       | -                    | -                    | -                    | -                    | -                    | 3                    |
| PvdA                             | -                    | -                    | -                    | 2                    | 2                    | 2                    |
| CDA                              | 6                    | 4                    | 3                    | 3                    | 3                    | 2                    |
| SGP                              | 1                    | 1                    | 1                    | 1                    | 1                    | 1                    |
| CU                               | 1                    | 1                    | 1                    | 1                    | 1                    | 1                    |
| SP                               | 1                    | 3                    | 2                    | 2                    | 1                    | 1                    |
| Beter De Bilt                    | -                    | -                    | -                    | 4c                   | 3d                   | -                    |
| Bilts Belang                     | -                    | -                    | 4                    | 2                    | 1                    | -                    |
| GroenLinks/PvdA                  | 6                    | 7                    | 5                    | -                    | -                    | -                    |
| Algemeen Belang Biltse Bevolking | 1                    | 1                    | -                    | -                    | -                    | -                    |
| Gemeentebelangen Maartensdijk    | 1                    | -                    | -                    | -                    | -                    | -                    |
| Totaal                           | 27                   | 27                   | 27                   | 27                   | 27                   | 27                   |

a Aantallen gebaseerd op uitslag gemeenteraadsverkiezingen.

b Vervroegde verkiezingen in verband met samenvoeging De Bilt en Maartensdijk.

c In 2016 splitste een raadslid zich af van de fractie.

d In juni 2018 splitste een raadslid zich af van de fractie.

## Vervoer
De Bilt heeft 'anderhalf' spoorwegstation:
- Station Bilthoven aan de spoorlijn Utrecht - Amersfoort
- Station Hollandsche Rading aan de spoorlijn Hilversum - Utrecht. Op dat station liggen de perrons in een bajonetligging, waardoor de opmerkelijke situatie is ontstaan dat het perron richting Utrecht Centraal in de provincie Utrecht ligt (in de gemeente De Bilt), en het perron richting Hilversum in de provincie Noord-Holland.

De snelwegen A28 en A27 lopen langs of door de gemeente.

## Sport
- De hockeyclub SCHC uit Bilthoven komt zowel bij de heren als bij de dames uit op het hoogste niveau in Nederland, de Hoofdklasse. Het eerste herenteam van MMHC Voordaan uit Groenekan komt uit in de Promotieklasse.
- C.K.V.Tweemaal Zes uit Maartensdijk speelt al enkele jaren op het een na hoogste niveau van Nederland, zowel in de zaal als op het veld. Ook de korfbalverenigingen Nova uit Bilthoven en C.K.V. Dos Westbroek komen uit in de overgangsklasse.
- TC Groenekan is meermaals landskampioen geworden in het tennis.
- De volleybalclub SV Irene uit Bilthoven speelt op nationaal niveau in de tweede divisie bij de heren en in de derde divisie bij de dames. De vereniging biedt sinds 2009 de mogelijkheid om te beachvolleyballen.
- Waterpoloclub Brandenburg behoort tot de nationale top. Het 1e damesteam was landskampioen in 1991 en 2006 en won in 1992 zelfs de Europa Cup.
- Ook andere sporten worden in de gemeente beoefend, waaronder voetbal, honkbal, badminton en inlinehockey.
- Er zijn verschillende scoutingverenigingen actief in de gemeente, zoals Ben Labre, de Laurentiusgroep, de Rover Crofts groep en Agger Martini.

## Natuurontwikkeling
Het dorp De Bilt grenst in het zuidwesten aan de Voordorpse polder. Voor dit gebied is door provincie Utrecht, het Hoogheemraadschap De Stichtse Rijnlanden, het Utrechts Landschap, de Nieuwe Hollandse Waterlinie, de gemeente De Bilt en de gemeente Utrecht een herinrichtingsplan. opgesteld om het gebied van agrarische toepassing te wijzigen in 'nat schraal grasland'. Hiermee wil men bereiken dat het gebied op de ecologische hoofdstructuur van Nederland wordt aangesloten. Deze nieuwe natuur kan van dichtbij worden bekeken omdat er twee wandelpaden zijn ingepland. Het zogenoemde Centenlaantje zal weer begaanbaar worden gemaakt.
Het plan voor dit gebied is een onderdeel van een reeks van plannen voor Utrecht Midden. De plannen voor herinrichting Voordorpse polder werden door de betrokken organisaties aan de bevolking gepresenteerd op 16 april 2008 in het H.F. Wittecentrum.
Door ruilverkavelingsproblematiek, sommige verkavelingen stammen nog uit de Middeleeuwen, en baggerwerkzaamheden ten behoeve van zuivering en uitdieping van de kanalen rond De Bilt werd het plan voor de herinrichting, dat begin 2009 ten uitvoer zou worden gebracht, uitgesteld tot medio 2010

## Monumenten
In de gemeente zijn er een aantal rijksmonumenten, oorlogsmonumenten en gemeentelijke monumenten, zie:
- Lijst van rijksmonumenten in De Bilt (gemeente)
- Lijst van oorlogsmonumenten in De Bilt
- Lijst van gemeentelijke monumenten in De Bilt

## Stedenbanden
Vanuit de gemeente De Bilt wordt een stedenband onderhouden met:
- Coesfeld (Duitsland)
- Mieścisko (Polen)
- Ouidah (Benin)

## Aangrenzende gemeenten
| Aangrenzende gemeenten | Aangrenzende gemeenten | Aangrenzende gemeenten | Aangrenzende gemeenten | Aangrenzende gemeenten |
| ---------------------- | ---------------------- | ---------------------- | ---------------------- | ---------------------- |
| Wijdemeren (NH)        |                        | Hilversum (NH)         |                        | Baarn                  |
|                        |                        |                        |                        |                        |
| Stichtse Vecht         |                        |                        |                        |                        |
|                        |                        |                        |                        |                        |
| Utrecht                |                        |                        |                        | Zeist                  |

## Geboren
- John Blankenstein (1949-2006), voetbalscheidsrechter en homoactivist
- Auke Bloembergen (1920-2016), jurist
- Berend Boudewijn (1936), televisiepresentator, regisseur
- Joost Broerse (1979), voetballer
- Jan-Paul Buijs (1984), acteur
- Jetske van den Elsen (1972), tv-presentatrice
- Corrie Hafkamp (1929-2020), kinderboekenschrijfster
- Bas Haring (1968), filosoof, publicist, kinderboekenschrijver en tv-presentator
- Marieke Henselmans (1958), journalist, docent en auteur
- Ben Moerkoert (1916-2007), vliegenier
- Gerrit Patist (1947-2005), beeldhouwer en keramist
- Coen Swijnenberg (1980), radio-dj
- Jan Waaijer (1952), politicus
- Rogier van Otterloo (1941-1988), componist
- Erik van der Wurff (1945-2014), pianist en componist

## Opgegroeid
- Catharina Boer (Utrecht, 1939), dichteres, diverse vertalingen en schrijfster van kort proza en toneel.
- Hans van Breukelen (Utrecht, 1956), voetbalkeeper van FC Utrecht, Nottingham Forest, PSV en het Nederlands elftal

## Bekende (oud-)inwoners
- Nico Bloembergen, natuurkundige (1920-2017), woonde van 1925 tot 1947 in Bilthoven
- Jon Bluming (1933-2018), acteur en vechtsporter (woonde en overleed in De Bilt)
- Kees Boeke (1884-1966), pedagoog, stichter van De Werkplaats
- Else Borst-Eilers (1932-2014), arts, hoogleraar en politicus voor D66, oud-minister van volksgezondheid
- Joep van Deudekom, Nederlands cabaretier
- Corrie Hafkamp (1929-2020), kinderboekenschrijfster
- Pieter van Maaren, oud-fractievoorzitter CDA De Bilt; momenteel burgemeester van Zaltbommel
- Marcel Minnaert (1893-1970), astrofysicus, bioloog, natuurkundige, woonde van 1920 tot 1938 in Bilthoven, schrijver van "De natuurkunde van 't vrije veld" (3 delen), directeur Utrechtse sterrenwacht, Minnaertgebouw Uithof.
- Julius Röntgen, Duits-Nederlandse componist, pianist en dirigent. Röntgen woonde in 'Villa Gaudeamus', beter bekend als het Walter Maas Huis van 1924 t/m 1932.
- David Scott, de zevende man op de maan. Woonde tijdens zijn dienstplicht (1958-1960) in De Bilt, hij diende op de nabijgelegen vliegbasis Soesterberg[10]
- André Spoor (1931-2012), journalist
- Annechien Steenhuizen, journalist
- Bas van der Vlies (1942-2021), oud-politicus (SGP, voormalig Tweede Kamerlid), woonde in Maartensdijk

Zie ook onder het bij De Bilt horende Bilthoven.